# Accidente del Lockheed L-188 de Trans Service Airlift
El accidente de un Lockheed L-188 de Trans Service Airlift en 1995 ocurrió el 18 de diciembre de 1995 cuando un Lockheed L-188 Electra propiedad de Trans Service Airlift se estrelló cerca de Jamba, Angola, matando a 141 de los pasajeros y la tripulación.
Trans Service Airlift (TSA) era una empresa privada con sede en el aeropuerto de Ndjili, Kinshasa. El Electra fue uno de varios aviones antiguos operados por TSA. Construido en 1959, se vendió a TSA en 1992, después del servicio con otros operadores.
En la fecha del accidente, la aeronave volaba en un fletamento especial para la UNITA. Tras el embargo comercial de 1993 contra la UNITA, se produjeron frecuentes vuelos fuera de Zaire para «romper las sanciones». TSA fue una de las empresas citadas en relación con estas operaciones. Estos vuelos rara vez llevaban armas (que normalmente se suministraban por rutas terrestres); Las cargas habituales eran personal, combustibles, alimentos y suministros médicos. El gobierno angoleño afirmó más tarde que la aeronave llevaba armas.
El avión, con 139 pasajeros y cinco tripulantes, transportaba a cuarenta personas más de las que el avión estaba diseñado para transportar, sin tener en cuenta la carga. Se estrelló dos minutos después del despegue. Algunos informes especulan que la carga puede haberse deslizado hacia la parte trasera del avión, lo que provocó un desequilibrio de peso y provocó el accidente.
Los informes iniciales de funcionarios zaireños indicaron que el avión se estrelló cerca de Cahungula, provincia de Lunda Norte, mientras transportaba mineros de diamantes de la capital de Zaire, Kinshasa.
El copiloto y dos pasajeros sobrevivieron al accidente inicial. El accidente fue el accidente de avión más mortal en 1995 superando al Vuelo 371 de TAROM, Sin embargo fue superado el accidente del vuelo 965 de American Airlines dos días después. Sigue siendo el accidente aéreo más mortífero jamás registrado en Angola.